# Бочёночники
Бочёночники, или бочоночники, или долиолиды (лат. Doliolida), — отряд оболочников из класса сальп (Thaliacea). Морские свободноплавающие колониальные животные, населяющие тропические моря.

## Строение
Тело прозрачное бочонкообразное, длина до 3 см. На одном конце тела располагается ротовой сифон, а на противоположном — анальный. Оба отверстия окружены чувствительными бугорками. В колонии бочёночников дочерние особи разных поколений имеют различные функции: одни из них снабжают всю колонию пищей, другие превращаются в половых особей, третьи занимаются их расселением.

## Жизненный цикл
Жизненный цикл сложный, со сменой полового и бесполого поколений. Из яйца развивается зародыш, имеющий хвост и хорду, затем он превращается в кормилку (особь первого бесполого поколения). На брюшном выросте (столоне) кормилки отпочковывают почки, которые переселяются на спинной столон. Здесь одни почки превращаются в питающие особи — гастрозоиды, обеспечивающие питание всей колонии, другие в форозоиды, на которых прикрепляются половые предпочки. Гастрозоиды и форозоиды не способны размножаться; половые предпочки (второе бесполое поколение) отпочковывают половые особи — гонозоиды. Выросшие форозоиды с прикреплёнными на них предпочками отрываются от кормилки; позднее от них отделяются одиночные гонозоиды, начинающие самостоятельно плавать. Гонозоиды производят половые клетки, после оплодотворения из них образуется личинка, развивающаяся в новую кормилку.

## Классификация
На февраль 2019 года к отряду относят следующие таксоны до рода включительно:
- Подотряд Doliolidina Godeaux, 1996
  - Семейство Doliolidae Bronn, 1862
    - Род Dolioletta sensu Garstang, 1933 [syn. Dolchinia Korotneff, 1891]
    - Род Doliolina Borgert, 1894
    - Род Dolioloides Garstang, 1933
    - Род Doliolum Quoy & Gaimard, 1834

  - Семейство Doliopsoididae Godeaux, 1996
    - Род Doliopsoides Krüger, 1939
- Подотряд Doliopsidina Godeaux, 1996
  - Семейство Doliolunidae Robison, Raskoff & Sherlock, 2005
    - Род Pseudusa Robison, Raskoff & Sherlock, 2005

  - Семейство Doliopsidae Godeaux, 1996
    - Род Doliolula Robison, Raskoff & Sherlock, 2005
    - Род Doliopsis Vogt, 1854 [syn. Anchinia Rathke, 1835]

  - Семейство Paradoliopsidae Godeaux, 1996
    - Род Paradoliopsis Godeaux, 1996